# Bulbophyllum elliottii
Bulbophyllum elliottii es una especie de orquídea epifita originaria de África.

## Descripción
Es una orquídea de pequeño tamaño que prefiere el clima fresco, con hábitos de epifita con pseudobulbos, ovoides, arrugados, con camellones, amarillo a rojizo  que llevan 2 hojas apicales, carnosas a ampliamente elípticas, con el ápice bilobulado. Florece en el otoño en una inflorescencia basal racmosa, de  5 y 10 cm de altura, hinchada, morada, con algunas flores.

## Distribución y hábitat
Se encuentra en Burundi, Zaire, Tanzania, Malaui, Zambia, Zimbabue, Transvaal, Sudáfrica y Madagascar en los bosques secos y bosques de hoja perenne en las elevaciones de 250 a 1.700 metros.  

## Taxonomía
Bulbophyllum elliottii fue descrita por   Robert Allen Rolfe   y publicado en Botanical Magazine 1: 14, pl. 19. 1884.
Etimología
Bulbophyllum: nombre genérico que se refiere a la forma de las hojas que es bulbosa.
elliottii: epíteto otorgado en honor del botánico Stephen Elliott.
Sinonimia
- Bulbophyllum malawiense B.Morris	[3][4]